# ليونيل غلين أينسوورث
ليونيل غلين أينسوورث (بالإنجليزية: Lionel Ainsworth)‏ (1 أكتوبر 1987 بنوتنغهام في المملكة المتحدة - ) هو لاعب كرة قدم بريطاني في مركز جناح ‏. شارك مع منتخب إنجلترا تحت 16 سنة لكرة القدم ومنتخب إنجلترا تحت 17 سنة لكرة القدم ومنتخب إنجلترا تحت 18 سنة لكرة القدم ومنتخب إنجلترا تحت 19 سنة لكرة القدم. أما مع النوادي، فقد لعب مع ديربي كاونتي وشروزبري تاون ونادي برينتفورد ونادي بورنموث ونادي روذرهام يونايتد ونادي ماذرويل ونادي واتفورد وهدرسفيلد تاون ونادي هاليفاكس تاون ونادي هيرفورد ونادي ألدرشوت تاون ونادي بيرتن ألبيون وويكمب وندررز وإف سي هاليفاكس تاون.

## وصلات خارجية
- ليونيل غلين أينسوورث على موقع قاعدة بيانات كرة القدم.إي يو (الإنجليزية)
- ليونيل غلين أينسوورث على موقع Soccerbase.com (لاعب) (الإنجليزية)
- ليونيل غلين أينسوورث على موقع Soccerway.com (الإنجليزية)